# Медулла (Флорида)
Медулла (англ. Medulla) — статистически обособленная местность, расположенная в округе Полк (штат Флорида, США) с населением в 6637 человек по статистическим данным переписи 2000 года.

## География
По данным Бюро переписи населения США статистически обособленная местность Медулла имеет общую площадь в 14,76 квадратных километров, водных ресурсов в черте населённого пункта не имеется.
Статистически обособленная местность Медулла расположена на высоте 49 м над уровнем моря.

## Демография
По данным переписи населения 2000 года в Медуллe проживало 6637 человек, 1791 семья, насчитывалось 2567 домашних хозяйств и 2739 жилых домов. Средняя плотность населения составляла около 449,66 человек на один квадратный километр. Расовый состав населённого пункта распределился следующим образом: 84,53 % белых, 11,65 % — чёрных или афроамериканцев, 0,03 % — коренных американцев, 0,62 % — азиатов, 0,02 % — выходцев с тихоокеанских островов, 1,34 % — представителей смешанных рас, 1,82 % — других народностей. Испаноговорящие составили 5,20 % от всех жителей статистически обособленной местности.
Из 2567 домашних хозяйств в 35,6 % воспитывали детей в возрасте до 18 лет, 55,6 % представляли собой совместно проживающие супружеские пары, в 11,1 % семей женщины проживали без мужей, 30,2 % не имели семей. 23,9 % от общего числа семей на момент переписи жили самостоятельно, при этом 4,8 % составили одинокие пожилые люди в возрасте 65 лет и старше. Средний размер домашнего хозяйства составил 2,58 человек, а средний размер семьи — 3,06 человек.
Население статистически обособленной местности по возрастному диапазону по данным переписи 2000 года распределилось следующим образом: 26,4 % — жители младше 18 лет, 9,7 % — между 18 и 24 годами, 33,6 % — от 25 до 44 лет, 22,0 % — от 45 до 64 лет и 8,3 % — в возрасте 65 лет и старше. Средний возраст жителей составил 34 года. На каждые 100 женщин в Медуллe приходилось 99,7 мужчин, при этом на каждые сто женщин 18 лет и старше приходилось 97,3 мужчин также старше 18 лет.
Средний доход на одно домашнее хозяйство статистически обособленной местности составил 45 460 долларов США, а средний доход на одну семью — 51 691 доллар. При этом мужчины имели средний доход в 35 698 долларов США в год против 26 341 доллар среднегодового дохода у женщин. Доход на душу населения статистически обособленной местности составил 45 460 долларов в год. Все семьи имели доход, превышающий уровень бедности.